# Михал Винярски
Мѝхал Виня̀рски (на полски: Michał Winiarski) е полски волейболист, национален състезател от 2004 г. Играе на поста посрещач.

## Биография
Роден е на 28 септември 1983 г. в Бидгошч. Подписва първи професионален договор с местния волейболен клуб Хемик Бидгошч. През 2003 г. става световен шампион за младежи. На следващата година дебютира за мъжкия национален отбор. През 2006 г. печели сребърен медал с националния отбор от световното първенство в Япония. Същата година се жени за Дагмара (с моминско име Стемплѐвска), с която имат двама сина – Оливер и Антони. През 2012 г. печели златен медал от проведения в София финален турнир за Световната лига. От 2014 г. е капитан на националния отбор.